# Kyrill
| Kyrill                  | Kyrill | Kyrill |
| Kyrill                  | Kyrill | Kyrill |
| Podatki                 | Podatki | Podatki |
| ----------------------- | --- | --- |
| Nastanek:               | 15. januar 2007 | 15. januar 2007 |
| Škoda:                  | Trenutno neznana | Trenutno neznana |
| Najvišja hitrost vetra: | 225 km/h (140 mph) ledenik Aletsch, Švica | 225 km/h (140 mph) ledenik Aletsch, Švica |
| Prizadete države:       | Avstrija Belgija Češka Danska Estonija Francija Irska Latvija Lihtenštajn Litva Luksemburg Madžarska Nemčija Nizozemska Norveška Poljska Romunija Slovaška Slovenija Švedska Švica Ukrajina Velika Britanija | Avstrija Belgija Češka Danska Estonija Francija Irska Latvija Lihtenštajn Litva Luksemburg Madžarska Nemčija Nizozemska Norveška Poljska Romunija Slovaška Slovenija Švedska Švica Ukrajina Velika Britanija |
| Smrtne žrtve:           | po zadnjih podatkih 45 | po zadnjih podatkih 45 |
| Konec:                  | 19. januar 2007 | 19. januar 2007 |

Kyrill (slovensko Kirill, IPA kɪrɪl) je vihar, ki je divjal po Evropi med 15. in 19. januarjem 2007.
Vihar so 17. januarja 2007  poimenovali v Meteorološkem inštitutu Proste univerze v Berlinu po vrsti arktičnega planktona.
V večjem delu Evrope je divjal orkan Kyrill in ob več milijardah evrov gmotne škode terjal tudi najmanj 45 smrtnih žrtev. V Sloveniji zaradi zaščite alpske pregrade ni povzročil večje škode.